# Ghiandole diaframmatiche bulbouretrali (cervo e suino)
Nei cervi e nei suini, le ghiandole diaframmatiche bulbouretrali (o di Cowper) meritano una particolare attenzione, perché sono estremamente sviluppate e svolgono innumerevoli funzioni. Sono paragonabili per forma e dimensioni alle vescicole seminali, e contribuiscono sia alla pre-eiaculazione sia all'eiaculazione; fanno parte delle principali ghiandole parauretrali accessorie.
Il loro ruolo nella coagulazione del seme è omologo di quello delle ghiandole coagulanti dell'uretra in altri mammiferi.

## Anatomia

### Forma e dimensioni
Le dimensioni di queste ghiandole sono molto notevoli, a tal punto da poterle paragonare alle vescicole seminali. Nei suini, il diametro varia tra i 4 cm e i 6 cm, mentre la lunghezza oscilla tra i 15 cm e i 23,5 cm. Nel cinghiale, in particolare, sono molto grandi in proporzione al corpo, raggiungendo i 5 cm di diametro per 18 cm di lunghezza. Nei cervi, sono ancora più voluminose, con un diametro variabile tra 5 cm e 7 cm, per una lunghezza tra 20 cm e 27 cm. Anche la forma è molto simile a quella delle vescicole seminali: sensibilmente allungata, quasi cilindrica, e multilobulata.

### Struttura
Queste ghiandole sono a loro volta costituite da innumerevoli ghiandole otricolari bulbouretrali, dal diametro di circa 4 - 5 mm, il cui numero ammonta ad alcune migliaia. La loro forma è variabile: in prevalenza conica nella sezione superiore, tende a divenire piramidale man mano che ci si avvicina alla base. La collocazione delle ghiandole otricolari forma innumerevoli lobi, visibili dalla forma fortemente discontinua e multilobulata delle ghiandole diaframmatiche.
A differenza di quanto accade nell'uomo, i dotti bulbouretrali provenienti da ciascuna ghiandola otricolare non sboccano direttamente nella mucosa dell'uretra, ma si riversano in dotti maggiori, fortemente ramificati. Il loro numero è variabile, ammontando in genere a 15 - 20 canali maggiori per ciascuna ghiandola diaframmatica; essi partono dalla zona centrale per dirigersi verso l'uretra bulbare, in cui sboccano attraverso gli orifizi dei dotti di Cowper.  I canali maggiori misurano in media 10 - 13,3 cm, per un diametro di circa 2 mm, e attraversano tutta la sezione inferiore dello sfintere uretrale esterno. Le fibre muscolari uretraciniche del diaframma urogenitale compongono la capsula sierosa di fibre muscolari scheletriche, che avvolge le ghiandole diaframmatiche nel loro complesso.

### Ghiandole accessorie
Le ghiandole accessorie sono quattro, di dimensioni non molto diverse da quelle umane (con le dovute proporzioni). La loro capsula fibromuscolare è costituita dalle fibre muscolari del muscolo uretrale e bulboglandulare, proprio come nell'uomo; nel cervo, questi muscoli sono estremamente sviluppati e complessi, e costituiscono la sezione inferiore del diaframma urogenitale.

## Funzione

### Funzioni classiche
Il secreto emesso da queste ghiandole compone la maggior parte del liquido preseminale, come succede nell'uomo: questo fluido, emesso durante l'eccitazione, ha il compito di lubrificare l'uretra e rendere l'ambiente alcalino. Contiene inoltre numerose glicoproteine, incluso il PSA, e una soluzione antimicrobica volta ad evitare infezioni urinarie durante e dopo il rapporto.
Fuori dall'eccitazione, queste ghiandole drenano il loro secreto in maniera costante, garantendo una continua lubrificazione dell'uretra e proteggendo il pavimento uretrale dall'acidità delle urine e dalle infezioni urinarie. L'insieme delle sostanze antimicrobiche prende il nome di fattore antimicrobico di Cowper, e contiene rilevanti quantità di zinco libero.

### Eiaculazione
A differenza di quanto accade nell'uomo e nella maggior parte dei mammiferi, nei suini e nei cervi (e in altri animali, inclusa la iena) le ghiandole diaframmatiche producono parte dell'eiaculazione stessa. Per questo motivo sono fortemente sviluppate, e hanno forma e dimensioni comparabili a quelli delle stesse vescicole seminali. Particolarmente rilevante è l'emissione di zuccheri attraverso il secreto.

### Composizione del secreto
La componente principale del secreto di queste ghiandole è mucina mista ad acido sialico, che una volta introdotta nella vagina della femmina perde la propria consistenza, divenendo una sostanza collosa e gelatinosa. Questa miscela va a costituire parte sia del liquido, sia del liquido seminale vero e proprio. Viene inoltre emesso glucosio, normalmente riservato alla produzione delle vescicole seminali negli altri mammiferi; all'interno delle ghiandole possono essere infatti ritrovati, oltre ai corpi amilacei, anche agglomerati glicosidici.
Il volume complessivo dell'eiaculato e del liquido preorgasmico, emesso in 5 - 10 minuti, è molto elevato, raggiungendo i 300 - 380 ml.

### Coagulazione del seme
La cospicua presenza di acido sialico, la cui quantità può superare i 200 microgrammi / mL nel cinghiale, svolge un ruolo fondamentale nella coagulazione dello sperma: ne aumenta, infatti, la densità e la viscosità, per evitare l'eiaculazione retrograda (reflusso del seme verso la vescica). Inoltre, il secreto gelatinoso che si forma all'interno della vagina risulta particolarmente addensato, in modo da evitare il reflusso del liquido seminale verso l'uretra emittente. Esistono numerose altre ghiandole che collaborano a questa funzione, ma alcuni mammiferi ne hanno sviluppate due omologhe e del tutto specifiche: le ghiandole coagulanti dell'uretra.